# Gerson József
Gerson József (Losonc, 1891. október 5. – 1954.) szabadkai főrabbi, egyházi író.

## Élete
1907 és 1917 között a budapesti Rabbiképző növendéke volt. Közben egy évig a breslaui Jüdisch-Theologisches Seminar hallgatója. 1916-ban avatták bölcsészdoktorrá Budapesten, 1918-ban pedig rabbivá. 1918-ban rabbivá választotta meg a szabadkai hitközség, ahol az 1920-as években főrabbiként működött. Juszuf al Baszir kitab al-Muchtavi című munkája Budapesten jelent meg, 1916-ban.
Lederer Ödönné Komor Magda visszaemlékezése szerint a deportálástól a Kasztner-vonaton menekült meg. 1948-ban Izraelbe vándorolt ki.

## Nyomtatásban megjelent művei
- Júszuf al-Baszír al-Kitäb al-muhtavi cimű munkája tizenhatodik fejezete Tobija ben Mózes héber fordításával : a M. Tud. Akad. Könyvtára Kaufmann-alapitványának arab és a leideni codex Warner 41. sz. héber kézirat alapján. Budapest: Fried és Krakauer. 1915.
- Szombaton kifejtett értekezés az álbarátságról az örökkévaló napján ab hónapban ’682 : hitszónoklat. Subotica: [Zsidó Hitközség]. [1922]
- Avató beszéd : a Dr. Singer Bernát Szeretetház megnyitása napján 1923. évi augusztus hó 15-én a suboticai zsinagógában elmondta dr. Gerson József rabbi.   Subotica: Kurir. 1923.
- Rabbi-iktató szónoklat : dr. Reschofszki Artur főrabbi installációján 1929 június hó 9-ikén a Lučeni (Lošonci) zsinagógában elmondta dr Gerson József suboticai főrabbi. Subotica: [kiadó nélkül]. 1929.
- Pap-iktató szónoklat: Dr. Keller Pinkász főrabbi installációján 1925 január hó 11-én a bačka-topolai zsinagógában elmondta dr. Gerson József rabbi. Szabadka : Fischer Ernő, 1925.
- Egy zsidó anya mártír élete : édesanyja koporsója fölött tartotta Dr Gerson József, főrabbi. Losonc: [kiadó nélkül]. [1931].